# Campionati norvegesi di sci alpino 1965
I Campionati norvegesi di sci alpino 1965 si svolsero a Voss tra il 5 e il 7 marzo; furono assegnati i titoli di discesa libera, slalom gigante, slalom speciale e combinata, sia maschili sia femminili.

## Risultati

### Uomini

#### Discesa libera
| Pos. | Atleta          | Nazione  |
| ---- | --------------- | -------- |
| 1    | Hans Bjørge     | Norvegia |
| 2    | Arild Holm      | Norvegia |
| 3    | Trygve Aanjesen | Norvegia |

Data: 5 marzo

#### Slalom gigante
| Pos. | Atleta      | Nazione  |
| ---- | ----------- | -------- |
| 1    | Arild Holm  | Norvegia |
| 2    | Knut Bere   | Norvegia |
| 3    | Hans Bjørge | Norvegia |

Data: 6 marzo

#### Slalom speciale
| Pos. | Atleta          | Nazione  |
| ---- | --------------- | -------- |
| 1    | Arild Holm      | Norvegia |
| 2    | Bjørn Edvardsen | Norvegia |
| 3    | Knut Bere       | Norvegia |

Data: 7 marzo

#### Combinata
| Pos. | Atleta          | Nazione  |
| ---- | --------------- | -------- |
| 1    | Arild Holm      | Norvegia |
| 2    | Knut Bere       | Norvegia |
| 3    | Bjørn Edvardsen | Norvegia |

Data: 5-7 marzo

### Donne

#### Discesa libera
| Pos. | Atleta           | Nazione  |
| ---- | ---------------- | -------- |
| 1    | Kirsten Aune     | Norvegia |
| 2    | Aud Hvammen      | Norvegia |
| 3    | Liv Christiansen | Norvegia |

Data: 5 marzo

#### Slalom gigante
| Pos. | Atleta           | Nazione  |
| ---- | ---------------- | -------- |
| 1    | Aud Hvammen      | Norvegia |
| 2    | Liv Christiansen | Norvegia |
| 3    | Berit Strand     | Norvegia |

Data: 6 marzo

#### Slalom speciale
| Pos. | Atleta           | Nazione  |
| ---- | ---------------- | -------- |
| 1    | Berit Strand     | Norvegia |
| 2    | Kirsten Aune     | Norvegia |
| 3    | Liv Christiansen | Norvegia |

Data: 7 marzo

#### Combinata
| Pos. | Atleta           | Nazione  |
| ---- | ---------------- | -------- |
| 1    | Kirsten Aune     | Norvegia |
| 2    | Liv Christiansen | Norvegia |
| 3    | Aud Hvammen      | Norvegia |

Data: 5-7 marzo